# Stropsko
Stropsko es un pueblo ubicado en el territorio de Vranje, en el distrito de Pčinja, Serbia.

## Superficie
Posee una superficie de 2,254 kilómetros cuadrados.

## Demografía
Hasta 2011 la población era de 143 habitantes, con una densidad de población de 63,44 habitantes por kilómetro cuadrado.